# Chambre introuvable
« Ire législature de la Seconde Restauration » redirige ici. Pour les autres significations, voir Liste des législatures françaises.
La « Chambre introuvable »,, est le surnom donné à la première législature de la Chambre des députés des départements, assemblée législative de la Seconde Restauration. Elle est issue des élections législatives de 1815, les 14 et 22 août, et comportait une majorité de députés royalistes, dits « ultras ».
L'expression « chambre introuvable » est attribuée à Louis XVIII, pour exprimer l'idée qu’il n’aurait pu en rêver une aussi favorable à son trône. En fait, le régime va très vite être confronté à cette chambre « plus royaliste que le roi », qui tente d'imposer une orientation contre-révolutionnaire, dont Louis XVIII (qui vient de nommer ministre le régicide Fouché) sait qu'elle est vouée à l'échec. 
La chambre introuvable siège à partir du 7 octobre 1815 ; elle est suspendue en avril 1816 et dissoute le 5 septembre, permettant l'établissement d'une assemblée plus libérale.

## Historique

### Les élections et leurs conséquences

#### Le déroulement du vote
Les élections ont lieu après Waterloo et la chute de Napoléon, durant l’été 1815 où une Terreur blanche se déchaîne contre les bonapartistes et les anciens révolutionnaires dans l’Ouest et encore plus le Midi de la France. La passion religieuse s’ajoute à la passion politique, dressant les catholiques contre les protestants qui avaient trahi le roi en se montrant en grande majorité favorables à la Révolution et à l’Empire. Des bandes royalistes, appelées « verdets » en raison de la cocarde verte que portent leurs membres (le vert est la couleur du comte d’Artois, chef des ultras), s’arment et terrorisent le pays où ils rencontrent de nombreuses sympathies : à Marseille, à la nouvelle de Waterloo, le peuple se soulève et massacre des bonapartistes et d’anciens mamelouks de la garde impériale (25 juin) ; à Toulouse, le général Ramel, qui avait tenté de désarmer les verdets, est assassiné (15 août) ; le maréchal Brune, passant à Avignon, est tué et son cadavre jeté dans le Rhône.

#### Une chambre dominée par une noblesse jeune

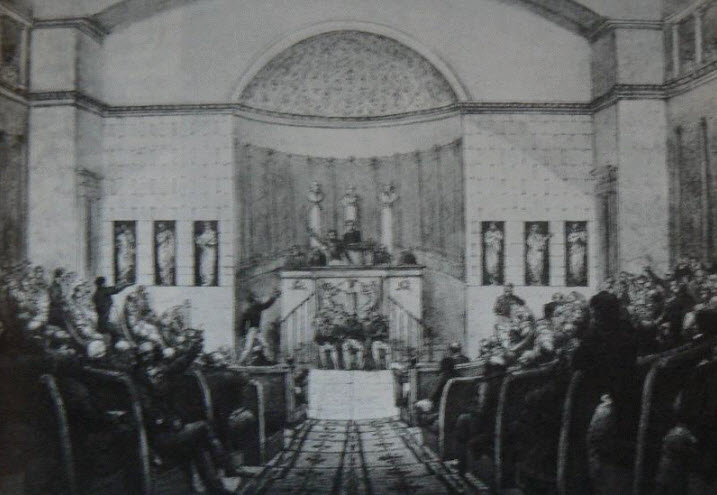
Les députés de la Chambre introuvable.

La chambre n’est pas constituée de vieux émigrés désireux de revenir à l’Ancien Régime. Sur les 381[Information douteuse] députés qui composent la chambre au début de l’été 1816, on trouve 197 bourgeois d’origine et 8 anoblis de l’Empire, contre seulement 176 nobles de l’Ancien Régime ; il y a 90 anciens émigrés. La plupart d’entre eux avaient accepté des fonctions militaires ou civiles sous l’Empire. Parmi les bourgeois, on compte 91 hommes de loi, magistrats et avocats et 25 négociants ou industriels. De plus, les députés sont relativement jeunes par rapport aux autres assemblées. En effet, elle ne compte que 45 sexagénaires, et 130 députés ont moins de 45 ans, ce qui signifie qu’ils avaient moins de 20 ans au déclenchement de la Révolution et ont mal connu les privilèges de la noblesse antérieurs à cette époque. Chose remarquable également, il n’y a pas d'ecclésiastique dans cette chambre si soucieuse des intérêts catholiques. Enfin, ce sont, en grande majorité, des hommes nouveaux dans la politique : seuls 61 ont siégé dans de précédentes assemblées. Ce sont autant de caractéristiques qui expliquent l’impulsivité et la maladresse de cette chambre.

#### Le changement de gouvernement
En septembre 1815, Louis XVIII renvoie du ministère Talleyrand et Fouché et nomme le duc de Richelieu, ancien émigré qui a refusé d'entrer dans le ministère précédent, avec pour ministre de la Police Élie Decazes, préfet de police depuis juillet 1815, élu de la Seine-Inférieure en août : tous deux sont des royalistes modérés.

### Les convictions contre-révolutionnaires de la chambre
La majorité ultra de la chambre est l’expression plus ou moins affirmée d’une certaine nostalgie de l’Ancien Régime : une société hiérarchisée fondée sur la religion catholique et la séparation en ordres. Pour réussir la contre-révolution, les ultras veulent effacer l’héritage révolutionnaire, la Charte du 4 juin 1814 évoquant à ce titre les événements de la Révolution par de « funestes écarts » ayant « interrompu la chaîne du temps ». La chambre multiplie alors les actes de rupture symbolique avec le passé révolutionnaire : le divorce est supprimé, et un long calendrier de cérémonies funèbres célèbre les malheurs de l’Ancien Régime, invitant les Français à l’expiation des crimes révolutionnaires, à commencer par la mort de Louis XVI le 21 janvier 1793.

### Les premières lois: l’armature légale de la Terreur blanche
La première Restauration avait laissé les structures administratives et militaires de l’Empire, ce qui explique la facilité avec laquelle Napoléon avait pu s’emparer à nouveau du pouvoir. Dès lors, il apparaît primordial pour la chambre de punir les coupables qui s'étaient démasqués lors des Cent-Jours, et d’éliminer impitoyablement les fonctionnaires peu sûrs. Decazes, ancien conseiller de la famille Bonaparte et proclamé royaliste, va prendre une grande part à la préparation comme à l’application de mesures de  représailles. Dans cet élan d’épuration furent votées coup sur coup quatre lois qui sont l’expression de la Terreur blanche légale : la loi de sûreté générale (29 octobre 1815), la loi sur les discours et les écrits séditieux (9 novembre 1815), le rétablissement symbolique des cours prévôtales sous une nouvelle forme (27 décembre 1815), et la loi d’amnistie (12 janvier 1816).
La première, présentée par Decazes, permettait d’emprisonner sans jugement tout individu suspecté de comploter contre la famille royale ou contre la sûreté de l’État. Elle était la transcription contemporaine des lettres de cachet.
La loi du 9 novembre distinguait deux types de délits :
- d’une part les paroles ou les actions tendant au renversement du gouvernement ou constituant une menace contre la vie du roi ou de la famille royale : ces actes conduiraient leurs auteurs en cours d’assises en attendant la mise en place des cours prévôtales ; ils seraient passibles de déportation ;
- d’autre part : les actes ou les manifestations séditieuses qui étaient de nature à affaiblir le respect dû à l’autorité royale comme les chansons, les cris de « vive l’empereur » ou encore l’exhibition des insignes tricolores, etc. Tous ces délits relèveraient des tribunaux correctionnels et pourraient être punis d’un emprisonnement d’un mois à 5 ans et d’une amende pouvant aller jusqu’à 20 000 francs.

Les cours prévôtales, rétablies par la loi du 27 décembre, rappelaient symboliquement l’ancienne prévôté. L’Ancien Régime avait eu ses juridictions prévôtales et Napoléon avait utilisé des cours spéciales pour mettre fin à la Chouannerie. Installées dans chaque département, elles étaient constituées de quatre magistrats civils, mais le rôle de juge d’instruction et de procureur était confié à des prévôts militaires. Leurs sentences s’appliquaient aux crimes politiques qui avaient un caractère de violence publique et de flagrant délit, comme les réunions séditieuses ou les rébellions à mains armées. Elles devaient juger sans assistance de jury, sans appel possible et leurs sentences étaient exécutoires dans les vingt-quatre heures.
La discussion de la loi d’amnistie devait donner lieu à la première divergence entre la majorité de la chambre et le gouvernement. Cette majorité pensait que l’ordonnance du 24 juillet n’annulait pas la compétence de la chambre en ce qui concernait la recherche et la punition des coupables des Cent-Jours. Par son droit d’initiative indirecte, celle-ci examina en comité secret plusieurs propositions à soumettre au roi. Le bruit de ces discussions répandu dans le public, provoqua une grande crainte d’abord par leur aspect secret, et ensuite à propos des catégories touchées par cette loi. Finalement, le gouvernement réussit à faire repousser les exceptions à l’amnistie demandées par la commission de la chambre, mais il dut accepter l’exil des régicides. Avec cette loi se trouvait complété l’arsenal des répressions.

### La fin de la Chambre introuvable en 1816
(juillet 2020).
- Si vous ne connaissez pas le sujet, laissez ce bandeau (vous pouvez alors contacter les auteurs).
- Si vous supprimez le contenu mis en cause (vous pouvez préalablement contacter les auteurs),

argumentez précisément cette suppression dans la page de discussion
(un manque de référence n'est pas un argument ; une recherche réelle de référence doit avoir été effectuée, être formellement documentée).
La Terreur blanche légale fut mise en place par la chambre et ses lois répressives échappèrent à l’influence du roi et du gouvernement. La chambre était devenue « plus royaliste que le roi ». Au-delà de la soif d’ordre, il n’existait pas de projet politique cohérent, et les ultras ne parvinrent pas à reconquérir l’opinion. Leur hargne et leur esprit de vengeance attisaient la haine et la colère, dans les départements désireux d’un retour au calme[non neutre]. L’application des lois répressives, dépendant pour grande part des autorités locales, présenta des variations considérables d’un département à l’autre. Néanmoins une enquête récente portant sur 70 % des tribunaux ordinaires, enregistre 3 746 condamnations politiques pour la période de juillet 1815 à juin 1816 ; le total pourrait donc se situer autour de 5 000 [réf. nécessaire]. En décembre 1816 on dénombre 3 382 arrestations. Cette épuration légale aboutit à l’arrestation de plusieurs généraux de l’Empire : La Bédoyère, les frères Faucher, Mouton-Duvernet ou encore Ney, et au bannissement des anciens conventionnels ayant voté la mort de Louis XVI, dont Joseph Fouché, pourtant ministre au début de la législature.
Deux votes, en 1816, s’accompagnent de tumultueux débats. Le vote du budget, le 7 avril, pose le problème de dettes héritées de l’Empire, aggravées par les coûts de l’occupation étrangère. Le ministre des Finances propose de les résorber par des obligations gagées sur la vente de quatre cent mille hectares de forêts ayant appartenu jadis à l’Église. C’est une idée doublement scandaleuse pour les ultras, puisqu’elle veut faire payer au roi légitime les guerres de celui qu’ils appellent l’usurpateur, et cela avec des biens volés lors de la Révolution au clergé. Le gouvernement doit donc renoncer à la vente des forêts. La loi électorale sur les modalités de renouvellement de la chambre et sur le seuil fiscal qui définit l’électeur est l'autre affrontement vif de la période. La majorité, attachée à l’abaissement de ce seuil, voulait contrebalancer l’influence de la riche bourgeoisie en courtisant des votes populaires.
Le gouvernement du duc de Richelieu se hâta de se débarrasser de cette chambre, devenue ingouvernable, en faisant clore la session le 29 avril. La décision de renvoyer la chambre fut prise au milieu du mois d’août, et l’ordonnance signée le 5 septembre. Cette dernière fit avorter en France l’établissement d’un régime parlementaire : la majorité royaliste se disposait à fonder un régime où la volonté du Parlement s’imposait au ministère et au roi lui-même[réf. nécessaire].

## Source
Cet article comprend des extraits du Dictionnaire Bouillet. Il est possible de supprimer cette indication, si le texte reflète le savoir actuel sur ce thème, si les sources sont citées, s'il satisfait aux exigences linguistiques actuelles et s'il ne contient pas de propos qui vont à l'encontre des règles de neutralité de Wikipédia.